# المحاني
المحاني مركز إداري تابع لمحافظة الطائف في منطقة مكة المكرمة. يقع شمال الطائف بمسافة تقارب 160 كم. على الطرف الشرقي لحرة رهط.

## المحاني
المحاني مركز إداري يتبع محافظة الطائف مصنف على درجة (أ) بالمرتبة الحادية عشر وهو أول قُرى شمال الحجاز مبايعة للملك عبد العزيز كما نصت على ذلك الوثائق الملكية وبعضها منشور. 
وتقع قُرى المحاني بين الحرمين الشريفين بانحراف بسيط إلى جهة الشرق فهو شمال شرق الحرم المكي بــ: (135) من قصر ابن ثعلي إلى الحرم المكي وهو جنوب شرق الحرم المدني بــ: (234) من قصر ابن ثعلي إلى الحرم المدني وهو شمال الطائف بــ: (136) من قصر ابن ثعلي إلى مسجد العباس وهو شرق شمال جدة بــ: (160) من قصر ابن ثعلي إلى شرق جدة أسس كمركز عام 1374 هـ وكان قبل هذا التاريخ إمارة قديمة عليها ابن ثعلي كما يشير لذلك مخاطبات أشراف مكة ثم مخاطبات الملك عبد العزيز. 
وقد تعاقب على إدارته كلٌ من: الشيخ عبد الله بن مصلح ابن ثعلي ومشيخته موروثة له من الآباء والأجداد. سعد بن إبراهيم النفيسة. حسن العريفي. محمد العريفي. عبد العزيز المسعود. حسين العساف. لافي الحارثي. تركي بن جريدي الشريف وجب بن زايد المغيري فهد العصيمي سلطان بن سلمان الشريف حبيب بن دغيّم العازمي. 
ويضم مركز المحاني عدد من القرى أقدمها قرية القصر وفيها عدد من الخدمات الحكومية منها: المركز الحكومي مستشفى عام يخدم من رهاط إلى العقيق. مستوصف طب الأسرة هلال الأحمر بلدية تشرف على عدد من المراكز مثل العوالي ودغبج والحفاير والمسلح. مركز شرطة مركز للدفاع المدني. مدارس للبنين والبنات لجميع المراحل الثلاث بريد وغير ذلك من الخدمات. وكان فيه محكمة عامة وهيئة للأمر بالمعروف والنهي عن المنكر لكن بحسب الأنظمة الجديدة تم دمجها مع محكمة الطائف وهيئته.

## الآثار
هناك مناطق سياحية بالمحاني مثل قصر ابن ثعلي الشهير وقصر ابن شهيل المغيري ويوجد أيضا فيها قصر جديع العطاوي جد قبيلة الجداعين المعروفة بالمنطقة
والمحاني محل حضارة قديمة قبل الهجرة النبوية وكان لسليم وكان صخر بن عمرو بن الحارث بن الشريد السلمي يحمي الصرداء ومحدث الأتم كما قالت أخته تماضر عنها ترثيه:
وبعد الهجرة نزل معهم بعضاً من قريش كما ذكر الإمام المحدث إبراهيم بن إسحاق وقد أشار لذلك عاتق بن غيث في كتابه «على ربى نجد» ص 254 ــ 255 وكان قبل عهد النبوة في نطاق ملكية قبيلة سليم حيث كانت أملاكهم تبدأ شرقاً من الدفينة وتنتهي في تهامة عند الشراة بالقرب من عسفان ومن الجنوب تبدأ من ذات عرق وتنتهي عند حزم عوال. ثم نزل معهم فيه بعض قريش وأفضل من وصف هذه البلاد في القرون الأولى هو: (موسى بن محمد بن إسحق بن محمد بن طلحة بن عبد الله بن عبد الرحمن بن أبي بكر القرشي). ثم في القرون المتوسطة نزلته مطير وكان لها شوكة وقوة عام 850 للهجرة كما أشار لها صاحب (اتحاف الورى بأخبار أم القرى) ص 259 ــ 260 حيث ذكر تعرضهم للحاج العراقي في ركبة عام 850هجري وأن فرسانهم 150 فارس وراجلتهم 2000 راجل، وقد أشار إلى ملكيتهم من عقيق ركبة إلى عقيق المدينة صاحب كتاب معجم معالم الحجاز في صفحة 1511 من كتابه ثم بعد ذلك نزلته الروقة وأقامت الحضارة الموجودة حالياً وقد أشار لها المذهن في كتابه جامع أنساب العرب ص 99. وقد مر على المحاني ثلاثة أسماء في ثلاث حقب وهي: في عصر النبوة يسمى (محدث الأتم) واسم (الأتم) يشمل المحاني ولوى والعظم وحاذة والنجيل مفيض هذه الأودية، وسمي الأتم لأن ماءه مريء ليس غشاشاً ونباته نافع لا وخام فيه. وفي العصور الوسطى يسمى (وادي النعيم) لكثرت خيراته. وفي العصور المتأخرة سمي (المحاني) بسبب هطول أمطار غزيرة جرفت سيولها عامر البلاد ولم يسلم إلا ما في منحنيات الوادي وبذلك سمي. ويعتبر المحاني أول موقع حضاري للمزاحمة من الروقة حيث استبدلوا سكنى الوبر والخيام بسكنى القصور والدور واهتموا بالتملك الفردي للعقار بدل الملكية المشاعة.

## تضاريسها
وادي كبير أفيح من أودية الحجاز الشرقية يأخذ من حرة الروقة ثم يدفع شرقاً حتى يفيض في النجيل ومن بعده في السبخاء مروراً بالمكر والمكار.

## القصور التاريخيه بالمحاني
ومن أهم القصوره هنالك قصر ابن ثعلي قصر الجداعين وهو أقدمها بفترة بسيطة. قصر ابن شهيل قصرمتاعب الغنامي في الحفيرة قصر المزاحمة في الفريع وهو مشترك بين الثعالية والجداعين والمتايهة في الفريع بني لغرض أمني وليس سكني. ويعتبر قصر الشيخ ابن ثعلي عنوان تلك البلاد
وأشار له الشيخ فهد بن عيد ابن ثعلي بقول: